# Интерпретатор
Интерпрета́тор (англ. interpreter ıntə:'prıtə, от лат. interpretator — толкователь) — программа (разновидность транслятора), выполняющая интерпретацию.
Интерпрета́ция — построчный анализ, обработка и выполнение исходного кода программы или запроса, в отличие от компиляции, где весь текст программы перед запуском анализируется и транслируется в машинный или байт-код без её выполнения.

## История
Первым интерпретируемым языком программирования высокого уровня был Lisp. Его интерпретатор был создан в 1958 году Стивом Расселом на компьютере IBM 704. Рассел вдохновился работой Джона Маккарти и выяснил, что функция eval в Lisp может быть встроена в машинный код.

## Типы интерпретаторов
Простой интерпретатор анализирует и тут же выполняет (собственно интерпретация) программу покомандно или построчно по мере поступления её исходного кода на вход интерпретатора. Достоинством такого подхода является мгновенная реакция. Недостаток — такой интерпретатор обнаруживает ошибки в тексте программы только при попытке выполнения команды или строки с ошибкой.
Интерпретатор компилирующего типа — это система из компилятора, переводящего исходный код программы в промежуточное представление, например, в байт-код или p-код, и собственно интерпретатора, который выполняет полученный промежуточный код (так называемая виртуальная машина). Достоинством таких систем является большее быстродействие выполнения программ за счёт выноса анализа исходного кода в отдельный, разовый проход, и минимизации этого анализа в интерпретаторе. Недостатки — большее требование к ресурсам и требование на корректность исходного кода. Применяется в таких языках, как Java, PHP, Tcl, Perl, REXX (сохраняется результат парсинга исходного кода), а также в различных СУБД.
В случае разделения интерпретатора компилирующего типа на компоненты получаются компилятор языка и простой интерпретатор с минимизированным анализом исходного кода. Причём исходный код для такого интерпретатора не обязательно должен иметь текстовый формат или быть байт-кодом, который понимает только данный интерпретатор, это может быть машинный код какой-то существующей аппаратной платформы. К примеру, виртуальные машины вроде QEMU, Bochs, VMware включают интерпретаторы машинного кода процессоров семейства x86.
Некоторые интерпретаторы (например, для языков Лисп, Scheme, Python, Бейсик и других) могут работать в режиме диалога или так называемого цикла чтения-вычисления-печати (англ. read-eval-print loop, REPL). В таком режиме интерпретатор считывает законченную конструкцию языка (например, s-expression в языке Лисп), выполняет её, печатает результаты, после чего переходит к ожиданию ввода пользователем следующей конструкции.
Уникальным является язык Forth, который способен работать как в режиме интерпретации, так и компиляции входных данных, позволяя переключаться между этими режимами в произвольный момент, как во время трансляции исходного кода, так и во время работы программ.
Следует отметить, что режимы интерпретации можно найти не только в программном, но и аппаратном обеспечении. Так, многие микропроцессоры интерпретируют машинный код с помощью встроенных микропрограмм, а процессоры семейства x86, начиная с Pentium (например, на архитектуре Intel P6), во время исполнения машинного кода предварительно транслируют его во внутренний формат (в последовательность микроопераций).

## Алгоритмработы простого интерпретатора
1. прочитать инструкцию;
2. проанализировать инструкцию и определить соответствующие действия;
3. выполнить соответствующие действия;
4. если не достигнуто условие завершения программы, прочитать следующую инструкцию и перейти к пункту 2.

## Достоинства и недостатки интерпретаторов

### Достоинства
- Большая переносимость интерпретируемых программ — программа будет работать на любой платформе, на которой реализован соответствующий интерпретатор.
- Как правило, более совершенные и наглядные средства диагностики ошибок в исходных кодах.
- Меньшие размеры кода по сравнению с машинным кодом, полученным после обычных компиляторов.

### Недостатки
- Интерпретируемая программа не может выполняться отдельно без программы-интерпретатора. Сам интерпретатор при этом может быть очень компактным.
- Интерпретируемая программа выполняется медленнее, поскольку промежуточный анализ исходного кода и планирование его выполнения требуют дополнительного времени в сравнении с непосредственным исполнением машинного кода, в который мог бы быть скомпилирован исходный код.
- Практически отсутствует оптимизация кода, что приводит к дополнительным потерям в скорости работы интерпретируемых программ.